# Allacta basivittata
Allacta basivittata är en kackerlacksart som först beskrevs av Bruijning 1947.  Allacta basivittata ingår i släktet Allacta och familjen småkackerlackor. Inga underarter finns listade i Catalogue of Life.